# 伊普斯威奇市政府
伊普斯威奇市政府（英語：City of Ipswich）是澳大利亞東南部伊普斯威奇市的地方政府，轄境有1203.7平方公里，其東面為布里斯班。1859年，伊普斯威奇為昆士蘭州繼布里斯本]之後的第2個自治市，初時行政位階為「鎮」，鎮民有3,000人。1904年，升格為「市」。2000年與2008年的3月，伊普斯威奇的行政區域皆有變革。

## 交通
因為伊普斯威奇是在布里斯班及其支流上的领航点，所以它亦被選為通往內陸的第一條鐵路起點。

## 市議會
市議會有議席10座分由10個選區票選出；市長為直選；皆4年一屆。

## 姐妹城市
- 練馬區， 日本（1994年始）
- 海得拉巴， 印度（2010年始）
- 新竹縣， 中華民國（1994年始）

## 外部連結
- 伊普斯威奇市官方網站 （页面存档备份，存于）